# 圭多·凡托尼
圭多·凡托尼（義大利語：Guido Fantoni，1919年2月4日—1974年12月28日），意大利男子摔跤运动员。他曾代表意大利参加1948年和1952年夏季奥林匹克运动会摔跤比赛，其中在1948年奥运会获得一枚铜牌。